# Eleanor Sherman Thackara
Eleanor Sherman Thackara (5 septembre 1859 à Lancaster - 18 juillet 1915 à Neuilly) est la fille de William Tecumseh Sherman, général de l'Armée de l'Union durant la Guerre de Sécession, et d'Ellen Ewing Sherman. Connue sous le diminutif d'« Ellie » dans la correspondance qu'elle échange avec son père, elle est l'une de ses huit enfants. En 1879, âgée de 20 ans, Eleanor rencontre Alexander Montgomery Thackara à Washington ; ils se marient le 5 mai 1880.
En 1881, le couple s'installe à Philadelphie où Eleanor donne naissance à quatre enfants : Alexander Montgomery « Mont », William Sherman « Sherman », Elizabeth et Eleanor.  Eleanor fait parler d'elle dans le New York Evangelist en tant qu'écrivain et pour son idée d'une école d'apprentissage à Philadelphie, mais on en sait peu sur sa carrière en tant qu'écrivain.
En 1897, Thackara est nommé consul des États-Unis au Havre par le président William McKinley, et toute la famille s'installe en France. Eleanor y travaille à la Croix-Rouge parisienne et y est même décorée pour son travail au sein de l'organisation. En 1905, Thackara est nommé Consul général à Berlin où Eleanor est élue présidente de l'American Women’s Club. Cette élection semble avoir été une rebuffade pour la précédente présidente Mme Hill, femme de l'ambassadeur David Jayne Hill (en), car ce poste revenait généralement à la femme de l'ambassadeur. En 1913, Eleanor et Thackara reviennent à Paris lorsque le président Woodrow Wilson le nomme Consul Général dans la capitale française. C'est en France, à Neuilly, que meurt Eleanor, le 18 juillet 1915.